# SGMW 모터 인도네시아
SGMW 모터 인도네시아(인도네시아어: PT SGMW Motor Indonesia)는 SAIC-GM-우링 자동차의 자회사이다. 중화인민공화국 자동차 회사 중 인도네시아에 제조 공장을 건설한 최초의 회사이다.
중화인민공화국에서의 운영과는 달리, SGMW 인도네시아는 울링과 바오준 대신 울링이라는 단일 브랜드로만 차량을 판매한다. 그러나 이 시설에서는 수출용 쉐보레를 생산하고 MG 모터 전기차 제조를 위해 시설을 공유했다.
2018년 울링모터스는 판매 및 생산 기준으로 인도네시아에서 9번째로 큰 자동차 제조 회사이자 6번째로 큰 승용차 제조 회사였다.

## 역사
회사는 2015년 8월 20일 서자와주 브카시 리젠시 치카랑의 그린랜드 국제 산업 단지에 첫 공장을 건설하며 운영을 시작했다. 공급업체 단지를 포함하여 600,000 m2 부지에 건설된 이 공장은 인도네시아에서 자동차 생산 및 제조를 위한 것이며, 동남아시아 수출 기지를 구축하기 위한 것이었다. 이 프로젝트의 투자는 약 7억 미국 달러이다. 공장은 최대 생산 능력으로 연간 150,000대까지 생산할 수 있을 것으로 예상되며, 인도네시아에 3,000개의 일자리를 창출할 것으로 추정된다.
2016년 8월, SGMW 모터 인도네시아는 2016 가이킨도 인도네시아 국제 오토쇼에 참가하여 울링 홍광 S1 및 바오준 730을 선보였다. 2017년 7월 11일, 공장은 양산을 위한 공식 운영을 시작했으며, 인도네시아 부통령인 유숩 칼라에 의해 개장되었다. 첫 제품은 홍광 S1을 리배지한 콤팩트 MPV인 콘페로였다. 초기 가격은 1억 2천 8백만 루피아부터 시작하여 해당 등급에서 가장 저렴한 MPV가 되었다. 2017년 말, 울링 모터스는 생산 및 판매량 기준으로 인도네시아 톱 10 자동차 브랜드에 빠르게 진입했다.
2018년 2월 9일, 회사는 바오준 730을 리배지한 코르테즈를 출시했다. 2018년 11월 7일, 울링은 콘페로의 상업용 모델인 포르모를 출시했다. 2018년 말, 울링은 목표 판매량 30,000대를 달성하지 못하고 도매 판매량 17,002대, 소매 판매량 15,162대를 기록했다.
2019년 2월 27일, 울링은 인도네시아에서 첫 SUV인 알마즈를 공개했으며, 이는 바오준 530을 리배지한 모델이다. 울링은 알마즈를 태국, 브루나이, 피지에 쉐보레 캡티바로 수출할 것이라고 발표했다.
2022년 8월 10일, SGMW 모터 인도네시아는 인도네시아에 첫 전기차인 울링 에어 EV를 출시했다. 2023년 4월, 이 차량의 인도네시아 구매자는 배터리 기반 전기차에 대한 VAT 보조금 형태로 11%에서 1%로 인센티브를 받을 예정이다. 울링 에어 EV는 2022년 인도네시아에서 가장 많이 팔린 전기차로, 2022년 국내 전기차 판매량의 77.98%를 차지했다.
2023년 2월, 울링은 울링 싱치를 리배지한 알베즈를 인도네시아에서 두 번째 SUV로 발표했다.
2023년 8월 18일, PT SGMW Motor Indonesia는 생산 시설을 PT SAIC Motor Indonesia와 공유하여 MG 모터 (SGMW의 모회사인 SAIC의 다른 브랜드)를 제조할 것이라고 밝혔으며, 이는 2024년 2월 MG4 EV 및 MG ZS EV 생산을 시작했다.
2023년 11월 16일, 울링은 빙구오 EV를 인도네시아에 출시할 두 번째 전기차로 발표했다.
2024년 2월 15일, 울링은 클라우드 EV를 인도네시아에 출시할 세 번째 전기차로 발표했으며, 이는 'ABC 트리오' 전기차 라인업을 완성한다.

## 모델
| 모델           | 모델        | 인도네시아 출시 | 현재 모델 | 현재 모델             | 현재 생산 상태  |
| 모델           | 모델        | 인도네시아 출시 | 출시      | 업데이트/페이스리프트 | 현재 생산 상태  |
| -------------- | ----------- | --------------- | --------- | --------------------- | --------------- |
| 해치백         |             |                 |           |                       |                 |
|                | 에어 EV     | 2022            | 2022      | 2025                  | 인도네시아 조립 |
|                | 빙구오 EV   | 2023            | 2023      | 2025                  | 인도네시아 조립 |
|                | 클라우드 EV | 2024            | 2024      | 2025                  | 인도네시아 조립 |
| SUV/크로스오버 |             |                 |           |                       |                 |
|                | 알베즈      | 2023            | 2023      | –                     | 인도네시아 조립 |
|                | 알마즈      | 2019            | 2019      | 2023                  | 인도네시아 조립 |
| MPV            |             |                 |           |                       |                 |
|                | 콘페로      | 2017            | 2017      | 2021                  | 인도네시아 조립 |
|                | 코르테즈    | 2018            | 2018      | 2022                  | 인도네시아 조립 |
| 경형 상용차    |             |                 |           |                       |                 |
|                | 포르모      | 2018            | 2018      | 2023                  | 인도네시아 조립 |
|                | 미트라 EV   | 2025            | 2025      | –                     | 인도네시아 조립 |

## 판매량

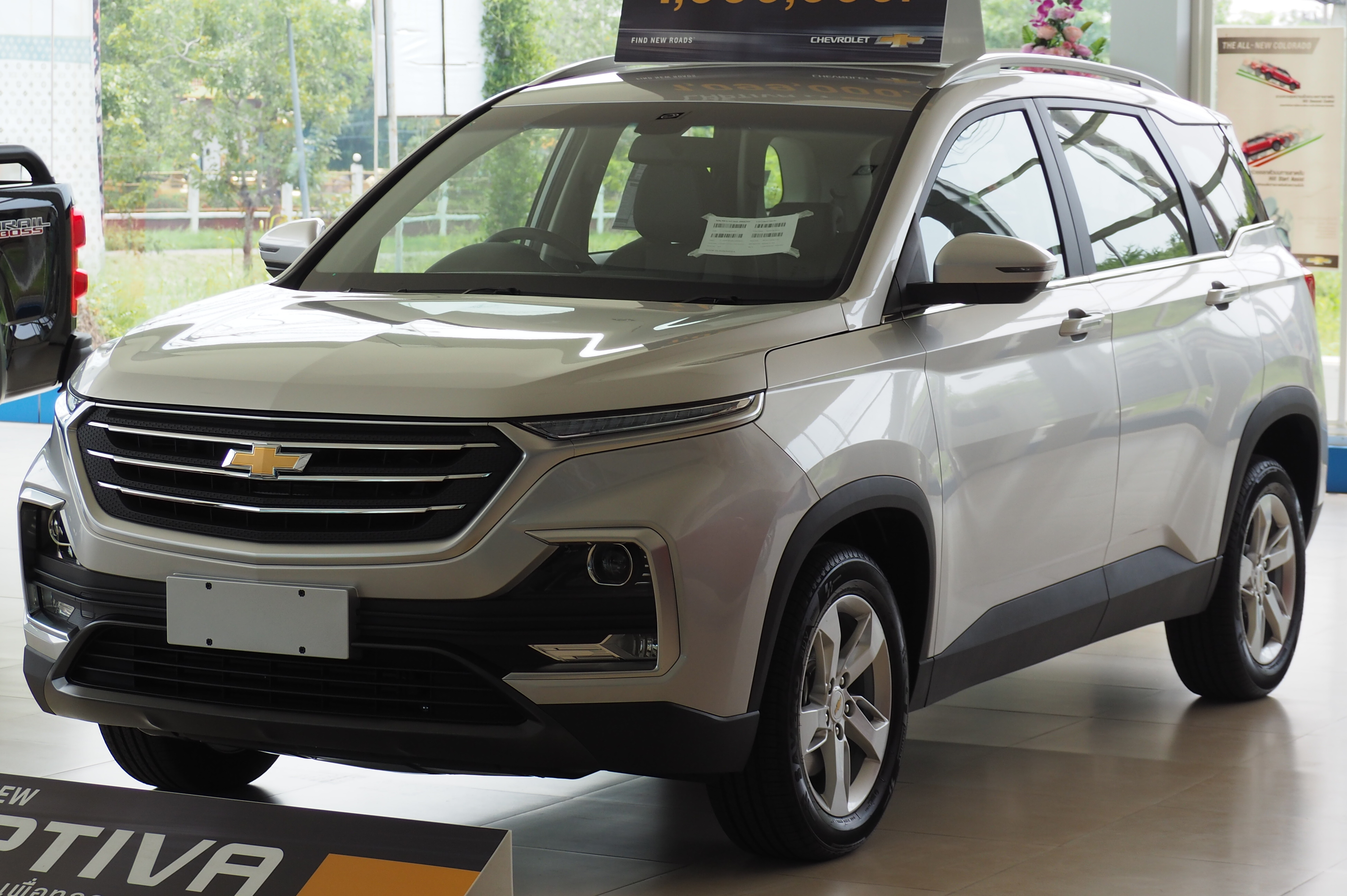
2019 쉐보레 캡티바 (태국)

| 년도 | 콘페로 | 포르모 | 포르모 맥스 | 코르테즈 | 알베즈 | 알마즈/ 쉐보레 캡티바 | 에어 EV | 빙구오 EV | 클라우드 EV | 총계    |
| ---- | ------ | ------ | ----------- | -------- | ------ | --------------------- | ------- | --------- | ----------- | ------- |
| 2017 | 6,026  | –      | –           | 123      | –      | –                     | –       | –         | –           | 6,149   |
| 2018 | 9,558  | 132    | –           | 6,456    | –      | –                     | –       | –         | –           | 16,146  |
| 2019 | 9,475  | 251    | –           | 2,581    | –      | 12,673                | –       | –         | –           | 24,980  |
| 2020 | 3,268  | 321    | –           | 1,426    | –      | 2,338                 | –       | –         | –           | 7,353   |
| 2021 | 10,561 | 1,375  | –           | 4,314    | –      | 10,027                | –       | –         | –           | 26,277  |
| 2022 | 10,831 | 815    | 245         | 4,587    | –      | 5,541                 | 8,422   | –         | –           | 30,441  |
| 2023 | 6,077  | 942    | 1,374       | 387      | 5,956  | 2,297                 | 5,626   | 1,797     | –           | 24,456  |
| 2024 | 2,791  | 242    | 165         | 15       | 2,772  | 1,755                 | 4,320   | 6,018     | 3,696       | 21,774  |
| 총계 | 58,587 | 4,078  | 1,784       | 19,889   | 8,728  | 34,631                | 18,368  | 7,815     | 3,696       | 157,576 |

| 년도 | 콘페로 | 포르모 | 포르모 맥스 | 코르테즈 | 알베즈 | 알마즈 | 에어 EV | 빙구오 EV | 클라우드 EV | 총계    |
| ---- | ------ | ------ | ----------- | -------- | ------ | ------ | ------- | --------- | ----------- | ------- |
| 2017 | 4,958  | –      | –           | 92       | –      | –      | –       | –         | –           | 5,050   |
| 2018 | 11,062 | 83     | –           | 5,857    | –      | –      | –       | –         | –           | 17,002  |
| 2019 | 9,137  | 301    | –           | 3,160    | –      | 9,743  | –       | –         | –           | 22,341  |
| 2020 | 3,060  | 388    | –           | 5,676    | –      | 1,947  | –       | –         | –           | 11,071  |
| 2021 | 10,488 | 999    | –           | 4,423    | –      | 9,694  | –       | –         | –           | 25,604  |
| 2022 | 10,844 | 1,285  | –           | 3,905    | –      | 5,406  | 8,053   | –         | –           | 29,493  |
| 2023 | 5,887  | 763    | 1,319       | 824      | 5,923  | 1,856  | 5,575   | 1,393     | –           | 23,540  |
| 2024 | 3,109  | 455    | 1,045       | 255      | 2,768  | 1,174  | 4,440   | 5,156     | 3,521       | 21,923  |
| 총계 | 58,545 | 4,274  | 2,364       | 24,192   | 8,691  | 29,820 | 18,068  | 6,549     | 3,521       | 134,101 |

| 년도 | 총계    |
| ---- | ------- |
| 2017 | 3,268   |
| 2018 | 15,162  |
| 2019 | 21,112  |
| 2020 | 9,523   |
| 2021 | 23,920  |
| 2022 | 24,270  |
| 2023 | 25,992  |
| 2024 | 25,067  |
| 총계 | 123,247 |

| 년도 | 쉐보레 캡티바/ 알마즈 | 코르테즈 | 포르모 | 에어 EV | 알베즈 | 콘페로 | 빙구오 EV | 클라우드 EV |
| ---- | --------------------- | -------- | ------ | ------- | ------ | ------ | --------- | ----------- |
| 2019 | 2,696                 | –        | –      | –       | –      | –      | –         | –           |
| 2020 | 584                   | 27       | –      | –       | –      | –      | –         | –           |
| 2022 | 31                    | 3        | 3      | 26      | –      | –      | –         | –           |
| 2023 | 2                     | 12       | 7      | 1,504   | –      | –      | –         | –           |
| 2024 | 77                    | 36       | 6      | 34      | 34     | 11     | 878       | 25          |
| 총계 | 3,390                 | 78       | 16     | 1,564   | 34     | 11     | 878       | 25          |